# 텔 예배당

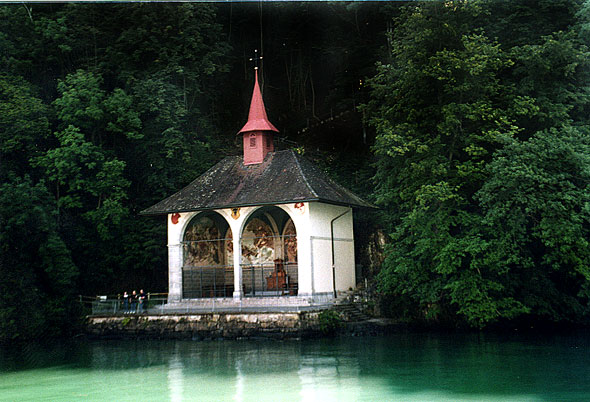
텔 예배당

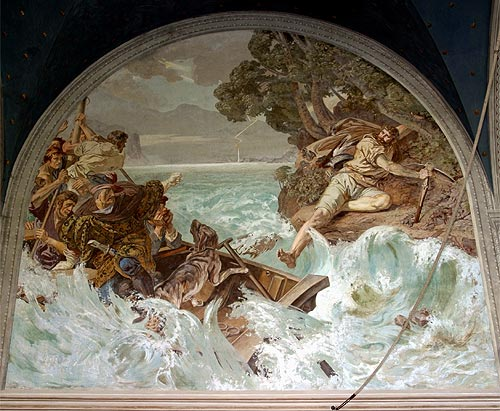
텔의 도약(Tellensprung) 1880년-1882년 에른스트 슈튀켈베르크가 그린 프레스코 벽화, 악센 절벽에서 납치된 자들의 배에서 나왔다.

텔 예배당(Tellskapelle)은 스위스 우리주 지지콘 지자체의 악센베르크 절벽(글레르니쉬의 분지 능선, 1,022m) 기슭의 루체른 호수 기슭에 있는 텔슈플라테(Tellsplatte) 또는 텔렌플라테( "Tell의 석판")에 있다. 약 4.3km 떨어진 뤼틀리에서 우리만(Urnersee) 건너편에 있다.
가톨릭 예배당은 전설에 따르면 빌헬름 텔이 폭풍우가 치는 동안 납치범들의 배에서 뛰어내려( 텔렌스프룽 = “텔의 도약”) 탈출하여 폭군 게슬러를 암살하고, 반란을 일으켰던 장소를 표시하여 구스위스 연방의 기초를 이끌어 냈다고 한다. 텔렌플라테(Tellenplatte)는 1470년에 자르넨의 백서에서 틀렌 블라텐(Tellen blatten)으로 처음 언급되었다.
현재의 예배당은 1879년에 지어졌다. 이 예배당은 1880-1882년에 실현된 에른스트 슈튀켈베르크의 4개의 프레스코로 장식되어 있다.